# 滨海湾浮动舞台
滨海湾浮动舞台（英語：The Float@Marina Bay，或）是世界上最大的浮动舞台。位于新加坡滨海湾滨海蓄水池。
滨海湾浮动舞台完全由钢铁制造，它长120米，宽83米，比新加坡国家体育场还要大5%。这个浮动舞台由15个钢制浮台组成，负载重量1070吨，能承载9000名表演者、200吨重舞台道具，及3辆30吨重车辆。这个浮动舞台作为足球场，可以容纳3万人。
滨海湾浮动舞台从2007年开始举办大型活动，包括体育比赛，音乐会，展览，艺术和文化表演。每年8月9日新加坡都要举办国庆庆典以庆祝1965年从马来西亚独立出来。通常这个庆典是在新加坡国家体育场或者政府大厦大草场举办的。但从2007年以后，新加坡国庆庆典会就改在滨海湾浮动舞台举办，直到位于加冷的新加坡体育城（Singapore Sports Hub）在2014年完工为止。然而体育城至今只举办了2016年的庆典，到2017年庆典重返浮动舞台。
这个体育场是一级方程式赛车新加坡大奖赛滨海湾市街赛道的第17弯和18弯的一部分。
新加坡于2010年举办首届夏季青年奥运会，而开幕式和闭幕式在滨海湾浮动舞台举行。
滨海湾浮动舞台原来只计划使用到2012年便拆卸，但最后依然继续使用；2017年国庆庆典重返浮动舞台后，新加坡政府宣布浮动舞台改建为卫国广场（NS Square）——集露天表现场地、水陆运动设施及向国民服役致敬之博物馆于一身的永久建筑物。浮动舞台于2023年3月动工拆卸以进行改建，卫国广场预计2026年落成。